# Pterolophia fuscomaculata
Pterolophia fuscomaculata là một loài bọ cánh cứng trong họ Cerambycidae.